# Русе
Русе (болг. Русе) — місто на півночі Болгарії, адміністративний центр Русенської області. П'яте за чисельністю населення місто країни, 148,4 тис. мешканців.

## Географія
Місто розташоване у північно-західній частині Болгарії біля кордону з Румунією, на правому березі Дунаю, біля гирла річки Русенський Лом. Середня висота — 45.5 м над рівнем моря.

## Історія

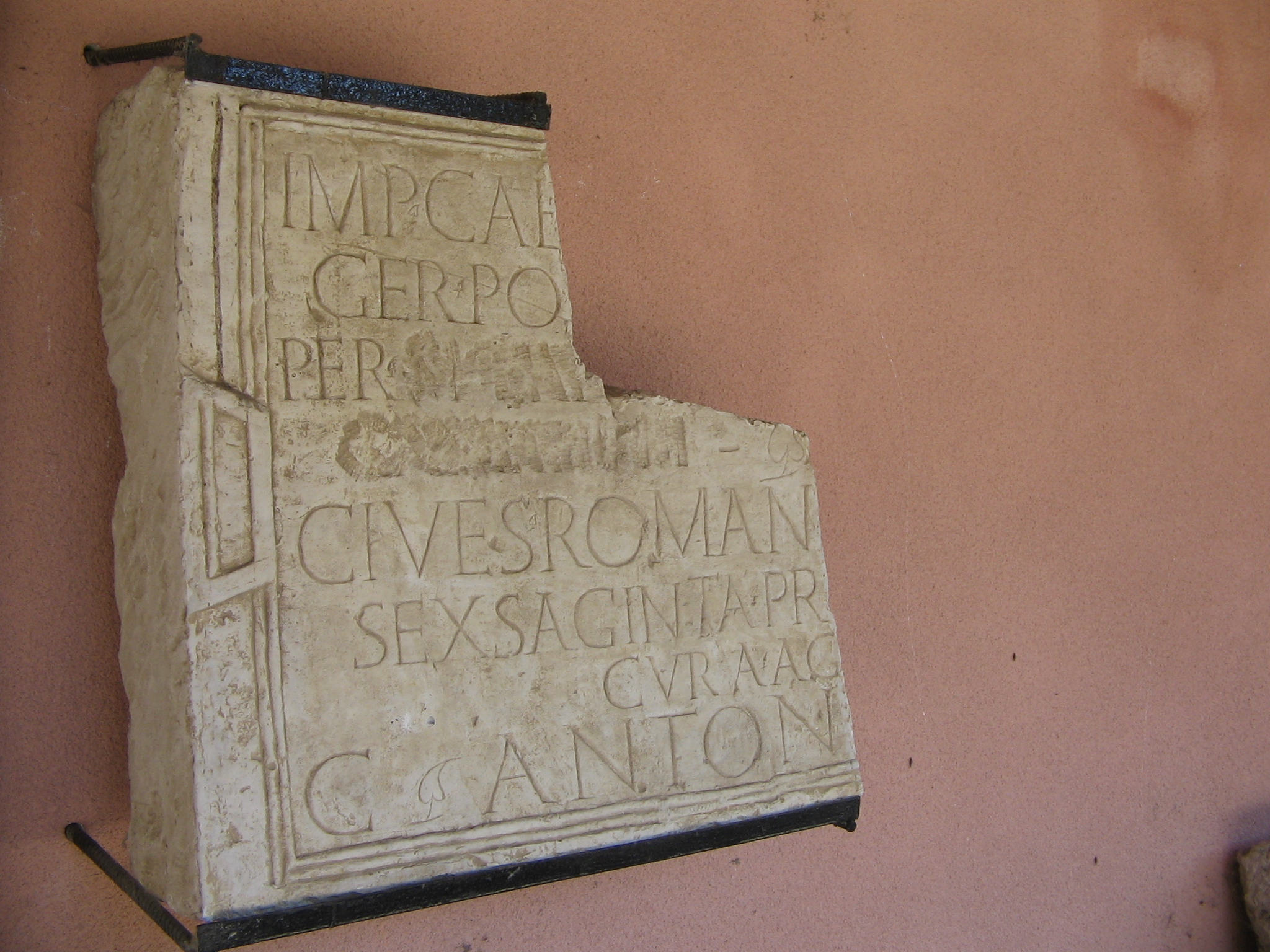
Сексагинта Приста — римський надпис

Історія Русе налічує понад 23 століття. Воно було засновано ще задовго до фракійців. За часів Римської імперії місто виконувало функцію укріплення. У I столітті при імператорі Веспасіані були збудовіні пристань Сексагинта Приста та укріплення. Фортеця знаходилася на головній дорозі із Сингидунума до дельти Дунаю. У 250 р. готи знищили її, але в III столітті римляни її відновили. У 4-му столітті вона знов була зруйнована гетами. У ІХ—Х вв. на руїнах болгари збудували нову фортецю і назвали її Русе. У XIII — XIV вв. місто називалося Гюргово або Йоргово на честь Святого Георгія Побідоносця.

### 1388—1878
Після османського завоювання в 1388 році, в XV столітті поселення (в епоху османського ярма отримало назву «Русчук») стає військово-адміністративним і торговим центром Османської імперії. Надалі тут була побудована одна із стратегічних турецьких фортець і Русчук (разом з Силістрою, Варною і Шуменом) утворив так званий «чотирикутник» фортець, які роз'єднували землі західної та східної Болгарії.
В ході російсько-турецької війни 1806—1812 рр. російські війська після невдалого штурму 22 липня 1810 року й облоги у вересні 1810 року примусили турецький гарнізон фортеці Русчук до капітуляції.
22 червня 1811 року в 4 км на південь від міста відбулася битва між російською армією під командуванням генерала М. І. Кутузова і турецькими військами візира Ахмет-паші, російські війська артилерійським вогнем і контратаками відбили атаки турків і змусили їх до відходу.
У жовтні 1811 в районі Слободзеї (на північний захід від Русчука) Кутузов здійснив оточення турецької армії.
У 1836 р Русчук став центром Дунайського вилайета, і тут почало розвиватися суднобудування. У вилайеті почав свої економічні експерименти Мідхат-паша, який мріяв про модернізацію Османської імперії.
У 1849 р в Русчуке відкрилося консульство Австро-Угорщини, в 1853 році — консульства Росії, Британської імперії, Італії і Пруссії.
Під час Кримської війни, 25 червня (7 липня), в місті зосередилися війська Омер-паші (понад 30 тисяч), які форсували Дунай і, після бою з нечисленним російським загоном, наполегливо обороняли острів Рамадан на Дунаї, оволоділи Джурджею, втративши при цьому до 5 тисяч аскерів.
У 1864 р в місті була відкрита перша сучасна друкарня в Болгарських землях.
У 1864 р в місті відкрилися консульства Франції, Бельгії та Голландії. Надалі в місті з'явилися також консульства Румунії, Іспанії та Греції..
У 1866 — 1867 рр. була побудована перша в імперії залізнична лінія Русчук-Варна (що стимулювало розвиток міста). Незабаром тут було створено ремонтне залізничне депо «Тракція».
У 1870 р в місті проведена виставка місцевої індустрії і землеробства і розпочала роботу перша Фабрика спиртних напоїв Г. Петру.
Економічно розвинений Русчук став одним з найбільших центрів Болгарського відродження — тут діяв Русенський революційний комітет, з цим містом пов'язані імена Баби Тонки, Ангела Кинчева, Захарія Стоянова, Іларіона Драгостинова та ін.
Під час російсько-турецької війни 1877-78 рр. єпископ Климент Друмев врятував місто від знищення, а болгарське населення — від різанини. 20 лютого 1878 року генерал Едуард Тотлебен звільнив Русчук від османського ярма. Тоді ж за містом було визнано офіційне болгарське ім'я Русе.

### Після 1878
На початку серпня 1879 року Російська імперія передала Болгарії штаб і плавзасоби російської Дунайської флотилії, і в результаті 12 серпня 1879 року в Русе була створена болгарська Дунайська військова флотилія. У січні 1881 року в місті було відкрито Морське училище, що стало першим технічним навчальним закладом в країні (училище діяло тут до 1900 року, коли було переведено в Варну). У 1903 році в Русе був побудований пороховий завод, в 1904 році —історичний музей, в 1933 році — художня галерея. У 1948 році в Русе був створений великий виноробний завод, в 1949 році — відкритий оперний театр. У 1953 році був введений в експлуатацію завод сільськогосподарських машин імені Г. Димитрова, в 1954 році — побудований міст «Дружба» через Дунай (який з'єднав транспортну мережу Болгарії та Румунії).
На початок 1955 Русе вже був великим промисловим центром, тут діяли судноверф, підприємства сільськогосподарського машинобудування, нафтопереробної, текстильної, шкіряної, борошномельної і харчової промисловості, а також великий цукровий завод.
У 1964 році була введена в експлуатацію перша черга ТЕЦ «Русе», в 1967 році відкритий аеродром (нині аеропорт), в 1975 році почалося будівництво порту " Русе-Схід " і телецентру (який розпочав роботу в 1987 році).
Після створення в 1977 році транспортної організації «Дунайтранс» в Русе була відкрита дирекція «Дунайтранс». У 1981 році за програмою виробничої кооперації РЕВ в Русе було побудовано підприємство з виробництва нестандартного обладнання, яке спеціалізувалося на виготовленні машин і механізмів для гірничої промисловості (яке стало частиною спільного румунсько-болгарського промислового комплексу).

## Архітектура
Географічне розташування Русе сприяло його економічному розвитку та зростанню його політичного значення. За часів турецького панування він був одним з великих міст і служив стратегічною базою на Дунаї. Місто взяло велику єврейську громаду, вигнану з Іспанії наприкінці XV ст.
Після звільнення Болгарії від турецького ярма і здобуття країною незалежності Русе залишився прикордонним містом на півночі країни і портовим містом, через яке забезпечувалися інші придунайські райони Болгарії. Саме тоді в Русе було побудовано багато красивих будівель, більшість з яких збереглися до наших днів.

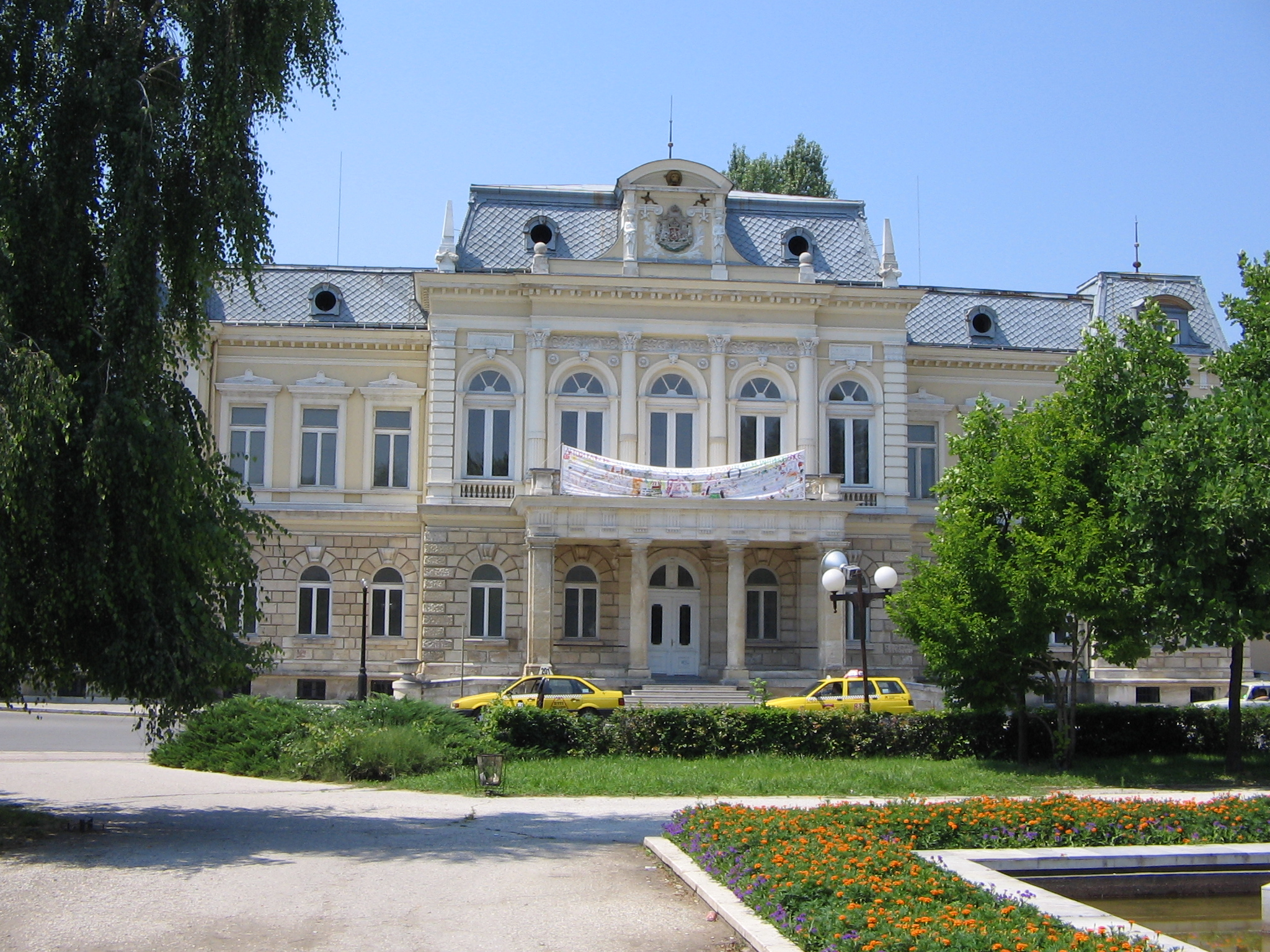
Історичний музей Русе

Сьогодні місто, що розташувався на пагорбах, перш за все є одним з найбільших портових міст Болгарії. Національний склад населення міста дуже різноманітний: тут дуже багато циган, які в Русе адаптувалися краще, ніж в інших містах Болгарії. Архітектурним, історичним і адміністративним центром міста є головна міська площа і весь центр міста — живий, сучасний, з красивими архітектурними спорудами. Крім того, в межах міста розташовані історичні пам'ятники.

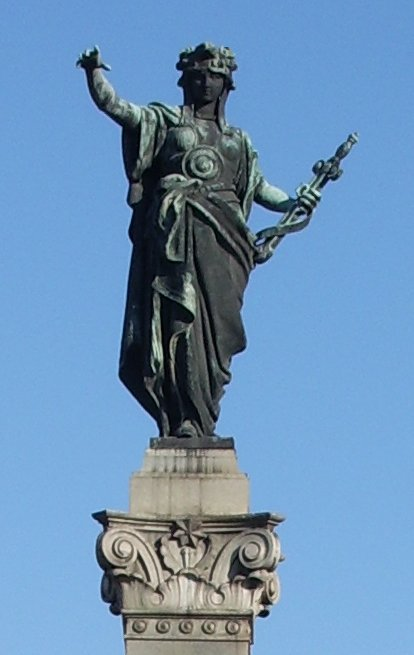
Пам'ятник Свободі

- Руїни стародавньої фортеці Сексагінта Пріста, побудованої римлянами в I ст. н. е. і зруйнованої готами в VII ст. Тут збереглися надгробні камені та інші споруди, написи.
- У молодіжному парку, в 50 м від церкви Успіння Пресвятої Богородиці в 1837 р в честь відвідування міста султаном Махмудом встановлена мармурова колона — «Царський камінь».
- «Прибуткова будівля»  — велика театральна будівля часів болгарського Відродження, побудоване в стилі неокласицизму та бароко.
- Собор Святого Павла Хреста — католицький храм, побудований в 1890 р. в неоготичному стилі за проектом італійського архітектора Валентино дель Антоніо.
- Пам'ятник Свободі роботи італійського скульптора Арнальдо Дзоккі початку XX століття розташований в центрі міста.
- «Міст Кюнтукапія» розташований на південь від центру міста. Міст — це все, що залишилося від турецької фортеці, яка знаходилася недалеко від сучасного залізничного вокзалу.

В околицях Русе розташований Національний парк «Русенський Лом». Цей парк, що тягнеться на 3260 га, розташований у 20 км на південь від міста. У заповідному парку мешкають рідкісні птахи. Можна спостерігати за ними, а також відвідати печери, що утворилися в результаті природних умов. У цьому ж парку знаходяться монастирі. Щороку у вересні організовуються виставки так званого натурального мистецтва.
Національний музей транспорту розташований на першій залізничної станції Болгарії, відкритій в 1866 році.

## Економіка
Русе — найбільше місто, промисловий центр і порт Болгарії на Дунаї. Близько Русе розташований великий двох'ярусний міст (довжина 2800 м) через Дунай, побудований в 1952—1954 рр. Це головні сухопутні ворота для перевезення вантажів і пасажирів. За розвитком машинобудування (сільськогосподарське, суднобудування, електроніка та приладобудування, важке обладнання) Русе стоїть нарівні з Пловдивом і поступається тільки Софії. Є підприємства хімічної, текстильної та особливо харчосмакової промисловості. Русе — центр району з розвиненим виноградарством і буряківництвом.
Русе є важливим культурним центром, тут діють оперний театр, Драматичний театр драматичний театр, історичний музей і художня галерея.
Також у місті знаходяться Русенський університет і навчальний центр підготовки водіїв автомобільної техніки збройних сил Болгарії.

## Відомі особистості
В поселенні народились:
- Божан Ангелов (1873—1958) — болгарський літературний критик, історик і культурний діяч.
- Варбан Вінаров (1885—1908) — болгарський військовий.
- Тодор Мінков (1830—1906) — видатний болгарський і російський педагог і просвітитель, діяч Болгарського національного відродження, засновник Південнослов'янського пансіону.
- Яніца Господінова (* 1982) — болгарська поп-фолк співачка.
- Камен Донев (* 1971) — болгарський актор, режисер, драматург і хореограф.
- Васіл Кутінчев (1859—1941) — болгарський військовий.
- Георгі Обретенов (1849?—1876)) — болгарський революціонер.
- Владимир Полянов (1899—1988) — болгарський письменник, режисер, театральний діяч.
- Нікола Топалджиков (1875—1925) — болгарський військовий.